# Ultimate Guitar
 (novembre 2017).
Ultimate Guitar (Ultimate Guitar USA LLC), également connu sous le nom de Ultimate-Guitar.com ou simplement UG, est un portail web et mobile collaboratif pour musiciens, appartenant à Muse Group.

## Principe
Il fournit :
- d'une part des tablatures pour guitares et basses, ainsi que des grilles d'accords, soumises par les utilisateurs ;
- d'autre part des cours vidéo, des critiques de musique et de matériel, des entretiens avec des musiciens[1] et un forum.

Les fichiers Guitar Pro et Power Tab Editor sont exécutés par des programmes capables de lire la tablature. Ces fichiers peuvent être ouverts et sauvegardés sur l'ordinateur de l'utilisateur.

## Histoire
Ultimateguitar.com a été lancé le 9 octobre 1998 par Eugeny Naidenov,, un étudiant russe en économie à l'Université Emmanuel-Kant.
De la fin 2004 au début 2005, après que Taborama et MXTabs ont fermé en raison des menaces juridiques de la Music Publishers Association of America, Ultimate Guitar voit une vague de nouveaux utilisateurs affluer vers la communauté. Ultimate Guitar fait valoir qu'il n'est pas soumis aux actions en justice de la MPA parce que son siège social se trouve en Russie et que les pratiques du site sont conformes aux lois russes,.
Le 10 avril 2010, Ultimate Guitar conclut un accord de licence supplémentaire avec Harry Fox Agency.
En 2014, Ultimate Guitar contient des tablatures et grilles harmoniques pour plus de 800 000 chansons.
Il fait maintenant partie de Muse Group.